# Daniel Morelon
Daniel Morelon (Bourg-en-Bresse, 24 luglio 1944) è un ex pistard francese.
Specialista della velocità, tra i dilettanti vinse due titoli olimpici e sette titoli mondiali. Si fregiò di un alloro olimpico e di uno iridato anche nel tandem.

## Carriera
Morelon fu uno dei migliori velocisti al mondo fra la seconda metà degli anni sessanta e la prima metà degli anni settanta, in particolare nella categoria dilettanti. Non passò mai al professionismo, se non nel 1980, cosa che gli consentì di partecipare a quattro edizioni dei Giochi olimpici, conquistando complessivamente cinque medaglie di cui tre d'oro: due nella velocità e una nel tandem.

## Palmarès
- 1964

Campionati francesi, Velocità
Gran Premio di Copenaghen
- 1965

Campionati francesi, Velocità a squadre
Gran Premio di Copenaghen
Gran Premio di Parigi Open
Gran Premio di Odense
Gran Premio di Londra
- 1966

Campionati del mondo, Tandem
Campionati del mondo, Velocità Dilettanti
Campionati francesi, Velocità
Campionati francesi, Velocità a squadre
Gran Premio di Copenaghen
Gran Premio di Aarhus
Gran Premio di Odense
Gran Premio di Londra
Jeux Internationaux du Sud
- 1967

Campionati del mondo, Velocità Dilettanti
Campionati francesi, Velocità a squadre
Gran Premio di Copenaghen
Gran Premio di Parigi Open
- 1968

Giochi olimpici, Velocità (Città del Messico)
Giochi olimpici, Tandem (Città del Messico)
Campionati francesi, Velocità
Campionati francesi, Velocità a squadre
Gran Premio di Parigi
Gran Premio di Aarhus
Gran Premio di Odense
Gran Premio di Milano
- 1969

Campionati del mondo, Velocità Dilettanti
Campionati francesi, Velocità
Campionati francesi, Velocità a squadre
Gran Premio di Parigi Open
Gran Premio di Aarhus
Gran Premio di Odense
Gran Premio di Milano
Gran Premio di Copenaghen
- 1970

Campionati del mondo, Velocità Dilettanti
Campionati francesi, Velocità
Campionati francesi, Velocità a squadre
Gran Premio di Parigi
Gran Premio di Milano
Gran Premio di Copenaghen
Gran Premio di Aarhus
Gran Premio di Londra
- 1971

Campionati del mondo, Velocità Dilettanti
Campionati francesi, Velocità
Campionati francesi, Velocità a squadre
Gran Premio di Parigi
Gran Premio di Milano
Gran Premio di Londra
- 1972

Giochi olimpici, Velocità (Monaco)
Campionati francesi, Velocità
Gran Premio di Milano
Gran Premio di Copenaghen
Gran Premio di Aarhus
Gran Premio di Los Angeles
Gran Premio di La Barbade
- 1973

Campionati del mondo, Velocità Dilettanti
Campionati francesi, Velocità
Campionati francesi, Velocità a squadre
Gran Premio di Copenaghen
Gran Premio di Aarhus
Gran Premio di Odense
- 1974

Campionati francesi, Velocità
Gran Premio di Praga
- 1975

Campionati del mondo, Velocità Dilettanti
Campionati francesi, Velocità
Campionati francesi, Velocità a squadre
Gran Premio di Copenaghen
Gran Premio di Amsterdam
Gran Premio di Hannover
- 1976

Campionati francesi, Velocità
- 1977

Sei giorni di Noumea
Campionati francesi, Velocità
Gran Premio di Parigi
Gran Premio di Hannover
- 1980

Campionati europei, Velocità
Campionati francesi, Velocità

## Piazzamenti

### Competizioni mondiali
- Campionati del mondo

Rocourt 1963 - Velocità Dilettanti: 4º
Parigi 1964 - Velocità Dilettanti: 2º
San Sebastián 1965 - Velocità Dilettanti: 3º
Francoforte 1966 - Velocità Dilettanti: vincitore
Francoforte 1966 - Tandem: vincitore
Amsterdam 1967 - Velocità Dilettanti: vincitore
Amsterdam 1967 - Tandem: 2º
Brno 1969 - Velocità Dilettanti: vincitore
Brno 1969 - Tandem: 3º
Brno 1969 - Chilometro: 6º
Leicester 1970 - Velocità Dilettanti: vincitore
Leicester 1970 - Tandem: 3º
Varese 1971 - Velocità Dilettanti: vincitore
Varese 1971 - Tandem: 3º
San Sebastián 1973 - Velocità Dilettanti: vincitore
Montréal 1974 - Velocità Dilettanti: 8º
Rocourt 1975 - Velocità Dilettanti: vincitore
Besançon 1980 - Velocità: 3º
Besançon 1980 - Keirin: 2º
- Giochi olimpici

Tokyo 1964 - Velocità: 3º
Città del Messico 1968 - Velocità: vincitore
Città del Messico 1968 - Tandem: vincitore
Monaco di Baviera 1972 - Velocità: vincitore
Montréal 1976 - Velocità: 2º